# تيموليون خيمينيز
رودريغو لوندونو إشيفيري (بالإسبانية: Rodrigo Londoño Echeverri)‏ (مواليد 22 يناير 1959، كالاركا، كوينديو) مشهور باسم تيموليون خيمينيز، هو الزعيم السابق لقوات كولومبيا المسلحة الثورية.
بعد الانتهاء من المدرسة الثانوية، انضم تيموليون إلى رابطة الشيوعيين الشباب. درس في الجامعة الروسية لصداقة الشعوب في موسكو. تلقى تدريبا عسكريا في يوغوسلافيا. أكمل دراسته في كوبا.

## روابط خارجية
- Timochenko's Twitter page
- US Department of State: Rodrigo Londoño-Echeverry
- 'Timochenko' profile on InSight Crime
- 'Timochenko' profile on Colombia Reports